# Jaycie Phelps
Pour les articles homonymes, voir Phelps.

Jaycie Lynn Phelps (née le 26 septembre 1979 à Indianapolis) est une ancienne gymnaste américaine. Elle remporte notamment la médaille d'or par équipe aux Jeux olympiques d'Atlanta en 1996. Elle est mariée au gymnaste Brett McClure.